# Alice Austen

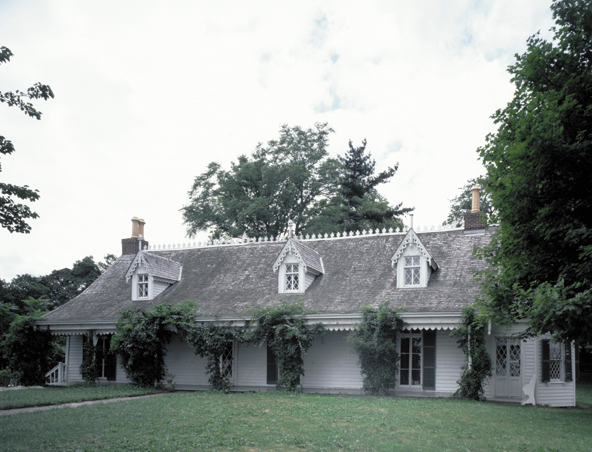
Clear Comfort, casa de Alice Austen, en 2002

Elizabeth Alice Austen (17 de marzo de 1866-9 de junio de 1952) fue una fotógrafa estadounidense.

## Biografía

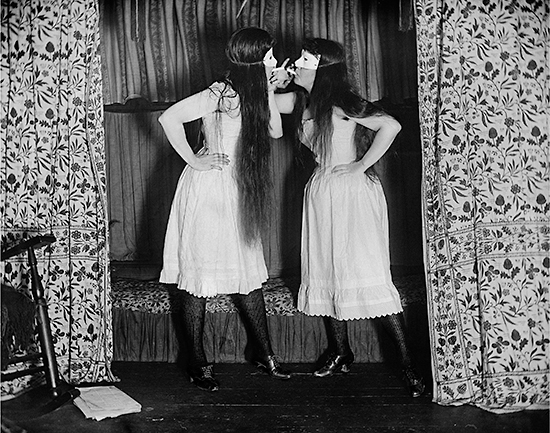
Alice Austen, Trude and I Masked

Sus padres fueron Edward Stopford Munn y Alice Cornell Austen. Al nacer Alice sus padres se separaron y ella y su madre se mudaron a Clear Comfort, una casa propiedad de sus abuelos en Staten Island. Alice Austen viviría allí gran parte de su vida y la casa y su entorno tendrían un papel central en su trabajo fotográfico.
En la casa vivían también los dos hermanos menores de su madre, Peter Towsend Austen y Mary Haggerty Austen (conocida como Minn) con su marido, Oswald Müller, capitán de barco. Austen se interesó por la fotografía cuando, a sus 10 años, su tío Oswald trajo una cámara a la casa. Y fue su tío Peter, profesor de química, quien le enseñó el proceso de revelado. Para que pudiese desarrollar su afición establecieron un cuarto oscuro casero en un armario.
A lo largo de su vida Alice Austen realizó unas 8000 fotografías de las que aproximadamente 3500 han llegado hasta nosotros. Tradicionalmente se la ha considerado una fotógrafa aficionada, puesto que por su situación acomodada no necesitaba ganarse la vida ejerciendo la fotografía. No obstante, en ocasiones realizó encargos remunerados, registró los derechos de sus imágenes y colaboró con algunos proyectos que utilizaron sus fotografías.
En 1897 conoció durante unas vacaciones a la que sería su pareja el resto de su vida, Gertrude Tate, profesora y bailarina. En 1917, tras varios años de relación, Tate se mudó a Clear Comfort. La pareja viviría allí hasta 1944.
Tras una vida acomodada, con el crac del 29 se arruinó y, tras varios años de intentar mantener su estatus, en 1944 Alice Austen se vio obligada a vender Clear Comfort. Gertrude Tate y ella se mudaron entonces a un apartamento, donde vivieron juntas hasta 1949, momento en que Tate ya no podía hacerse cargo sola de los cuidados de Alice, que padecía una artritis severa. El rechazo de la familia de Gertrude Tate a su relación hizo que la pareja no pudiera seguir conviviendo: mientras Gertrude iba a vivir con su hermana, Alice se mudó a un asilo de beneficencia en Staten Island.
Al vender su propiedad, Austen donó sus negativos fotográficos a la Sociedad Histórica de Staten Island. En 1951, un antiguo editor de la revista Life, Oliver O. Jensen, descubrió las imágenes y las condiciones en las que se encontraba su autora. Vendió un reportaje a Life cuya recaudación permitió a Austen trasladarse a un hogar mejor. Un mes después, en octubre de 1951, la autora recibió un homenaje en la Sociedad Histórica de Staten Island. Lamentablemente, Austen solo pudo disfrutar de ese reconocimiento unos meses, ya que fallecería en junio de 1952.
Está enterrada en el Moravian Cementery de Staten Island. Su deseo y el de su pareja era ser enterradas juntas pero cuando Gertrude Tate falleció en 1962 su familia no respetó su voluntad y fue enterrada en el Cypress Hill Cemetery de Brooklyn.
Clear Comfort es la sede de la Alice Austen House, casa museo dedicada a la fotógrafa. En 2017 la casa fue designada en Estados Unidos como Sitio Nacional de Historia LGBTQ.

## Trayectoria
Gran parte de las imágenes de Alice Austen se centran en su entorno familiar y social, retratando las actividades de ocio que desarrollaba junto a sus amigas. La libertad de la que gozaban y la estrecha relación que mantenían entre ellas hizo que los jóvenes de su entorno las apodaran “The Darned Club” (“el condenado club”), título que Alice Austen dio a una de sus fotografías más conocidas.
Entre las actividades que Austen refleja en sus imágenes destacan las prácticas deportivas que empezaban a popularizarse a finales del siglo XIX entre las mujeres acomodadas. Entre otras actividades, Alice Austen jugaba al tenis y competía en torneos que a menudo fotografiaba; practicaba gimnasia y realizó un reportaje sobre el Berkeley Gymnasium en Manhattan, dirigido por su amiga Delia Marie Elliott (conocida como Daisy) y también montaba en bicicleta. Con su amiga Maria E. Ward (conocida como Violet) fundó en 1895 el Club Ciclista de Staten Island. Con ella colaboró en la publicación del libro Bicycling for Ladies, que fue ilustrado con 34 estampas realizadas a partir de las fotografías tomadas por Alice Austen, en las que Daisy Elliott fue la modelo.
Además Alice Austen retrató la ciudad de Nueva York entre el final del siglo XIX y el comienzo del siglo XX, convirtiéndose en una de las primeras fotógrafas en hacerlo. En 1895 publicó un portfolio titulado Streets Types of New York a partir de una selección de imágenes realizadas durante sus paseos por la ciudad en los que retrataba a personas de la clase trabajadora. Este proyecto hizo que su vecino Alvah H. Doty, Oficial de Salud en el puerto de Nueva York, le encargara documentar con su cámara las condiciones de las estaciones de cuarentena en las que se internaba a los inmigrantes que llegaba al puerto de Nueva York. Austen trabajó en este proyecto entre 1896 y 1912. Las imágenes realizadas para este encargo se expusieron y publicaron en varias ocasiones, destacando dos artículos realizados en colaboración con Maria E. Ward.